# Bud Yorkin
Alan David (Bud) Yorkin (Washington (Pennsylvania), 22 februari 1926 – Bel Air (Californië), 18 augustus 2015) was een Amerikaans producent en regisseur van televisieprogramma's en films. Daarnaast heeft hij ook geacteerd en scenario's geschreven.

## Levensloop en carrière
Alhoewel opgeleid als ingenieur aan Carnegie Tech zou zijn leven een geheel andere wending nemen. Begin jaren vijftig begon Yorkin zijn loopbaan namelijk als producent van televisieshows. Zo was hij verantwoordelijk voor de productie alsook de regie van An Evening With Fred Astaire uit 1958, die met negen Emmy Awards werd onderscheiden. Andere bekende tv-producties van zijn hand waren onder meer All in the Family en Sanford and Son (beide uit de jaren zeventig).
Hij regisseerde ook verscheidene films, zoals Come Blow Your Horn met Frank Sinatra en Lee J. Cobb uit 1962 en Inspector Clouseau uit 1968, de derde The Pink Panther-film. Andere bekende films die hij regisseerde, waren Start the Revolution Without Me (1970) en Twice in a Lifetime (1985). Van een aantal van deze films verzorgde hij ook de productie.
Bud Yorkin overleed op 89-jarige leeftijd in de zomer van 2015.

## Familie
Yorkin was tweemaal getrouwd, de eerste keer met de feministe Peg Yorkin (hij trouwde met haar in 1954 en scheidde in 1986) en de tweede maal met de televisieactrice Cynthia Sikes (met haar getrouwd in 1989). 
De uit zijn eerste huwelijk geboren Nicole en David Yorkin zijn als scenarioschrijvers eveneens in de televisiewereld terechtgekomen. Nicole is bovendien werkzaam als televisieproducente.

## Filmografie als regisseur
- Come Blow Your Horn, 1962
- Never Too Late, 1965
- Divorce American Style, 1967
- Inspector Clouseau, 1968
- Start the Revolution Without Me, 1970
- The Thief Who Came to Dinner, 1973
- Twice in a Lifetime, 1985
- Arthur 2: On the Rocks, 1988
- Love Hurts, 1990

- Bibsys: 6017153
- Biblioteca Nacional de España: XX1599683
- Bibliothèque nationale de France: cb13946244k (data)
- Catàleg d'autoritats de noms i títols de Catalunya: 981058528735606706
- Gemeinsame Normdatei: 138104913
- International Standard Name Identifier: 0000 0001 1681 5552
- Library of Congress Control Number: n85138034
- Nationale Bibliotheek van Tsjechië: xx0065913
- Nationale Bibliotheek van Israël: 987007414519905171
- Nederlandse Thesaurus van Auteursnamen: 07312902X
- SNAC: w6nc608c
- Virtual International Authority File: 85729870
- WorldCat: E39PBJcKGTfxMHb6cGkqGHF7pP